# Kuszim

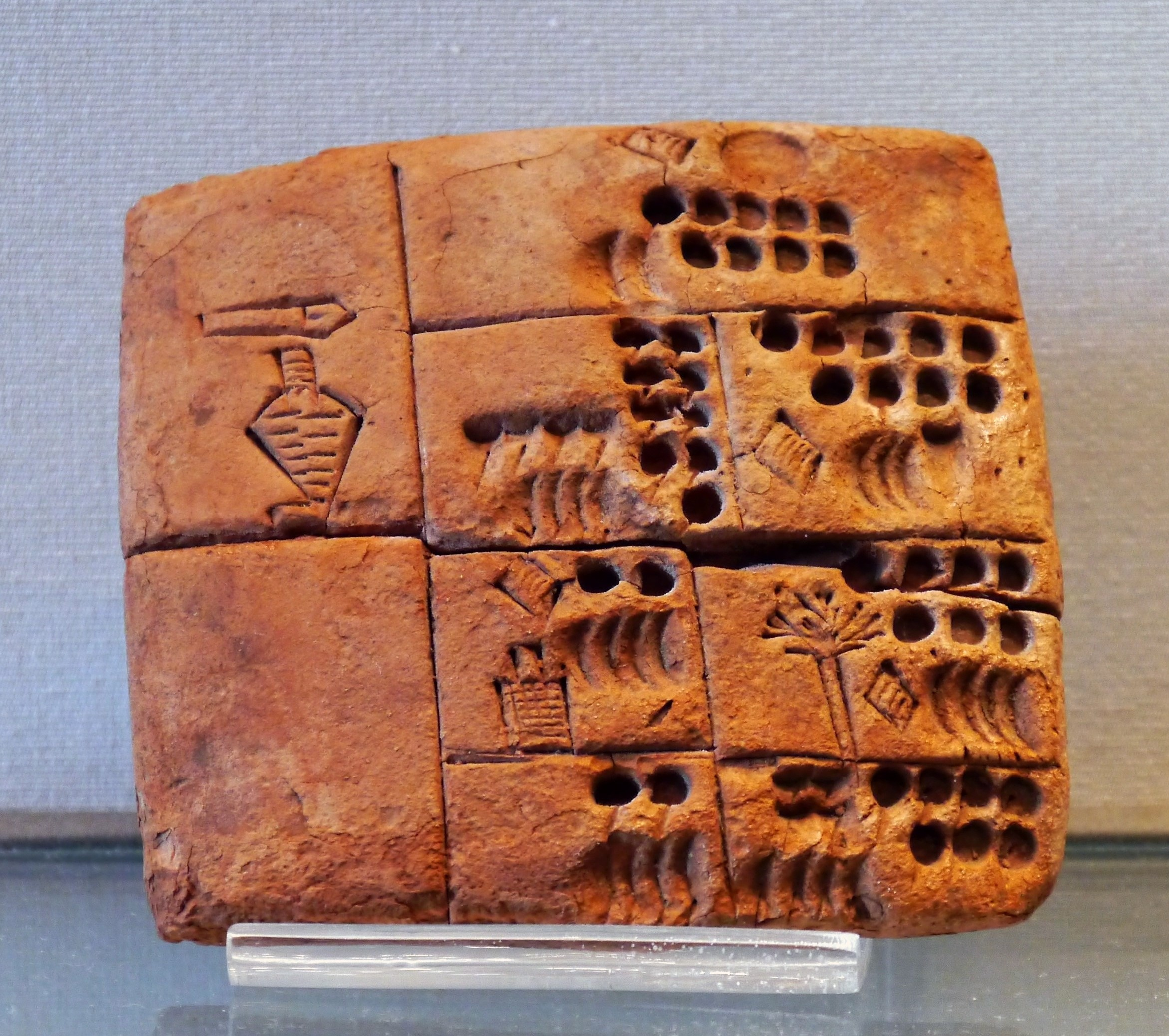
Gliniana tabliczka zawierająca inskrypcję z podpisem „Kuszim”

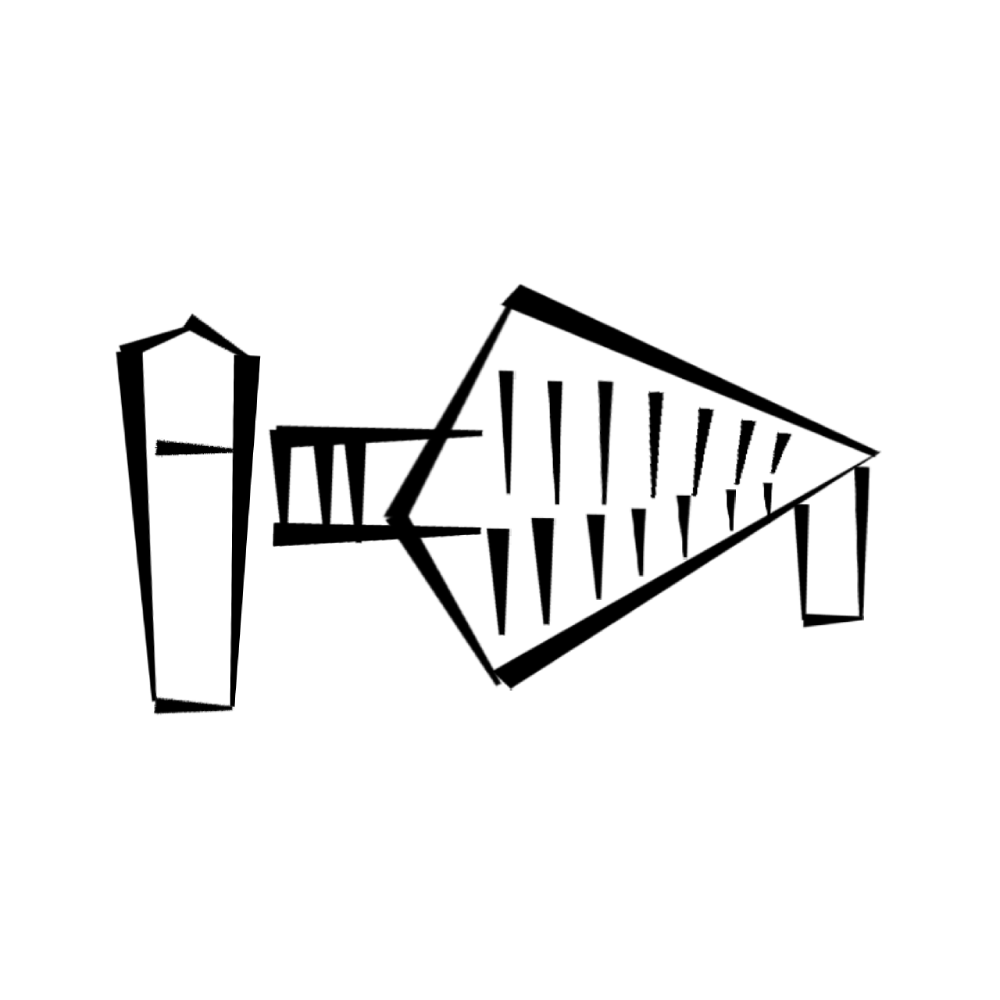
Wyretuszowana inskrypcja „Kuszim”

Kuszim – sumeryjski urzędnik lub handlarz. Prawdopodobnie najdawniej żyjąca osoba znana z imienia. Słowem „Kushim” podpisana jest tabliczka pochodząca z okresu Uruk (ok. 3400–3000 p.n.e.). Treść zapisana na tabliczce dokumentuje transakcję dotyczącą jęczmienia. Wśród badaczy nie ma konsensusu czy podpis ten jest imieniem tej osoby, nazwą pełnionego przez nią urzędu, czy też nazwą reprezentowanej instytucji.

## Tabliczka
Pisanie w starożytnym Sumerze było czynnością czasochłonną i znaną nielicznym. Z tego powodu pismo służyło głównie do prowadzenia niezbędnej ewidencji gospodarczej. Gliniana tabliczka zawierająca słowo Kuszim znaleziona została w mieście Uruk i opisuje ona transakcję handlową, poprzez jeden z pierwszych przykładów zapisu informacji w postaci rebusu. Jej treść brzmi dokładnie: „29 086 miar jęczmienia 37 miesięcy Kuszim” i jest tłumaczona przez badaczy jako: „(Przyjęto) 29 086 miar jęczmienia w ciągu 37 miesięcy. Kuszim”.

## Tożsamość
Wśród badaczy przeważa pogląd, że Kuszim to prawdopodobnie imię urzędnika który sporządził dokument. Taka interpretacja opiera się jednak jedynie na wnioskowaniu z kontekstu reszty treści zapisanej na tablicy. Znaki klinowe „KU” oraz „SZIM” nie wskazują w sposób jednoznaczny swojego znaczenia, dlatego trudno jest określić, czy takie kombinacje znaków oznaczają osobę, jej urząd, czy też może całą instytucję. Niektórzy badacze uważają, że Kuszim mógł być urzędnikiem odpowiedzialnym za nadzór nad produkcją i przechowywaniem jęczmienia w mieście Uruk.